# Енрико Дандоло
Енрико Дандоло (на италиански: Enrico Dandolo), 1107 или 1108 – 1205) е 41-вият венециански дож от 1192 до смъртта си през 1205 г.
Той изиграва голяма роля по време на Четвъртия кръстоносен поход. Целта на рицарите от този поход е да стигнат първо до Египет, а оттам да продължат към Йерусалим. Те обаче не разполагат с нужния флот. Енрико Дандоло склонява да им осигури кораби, но в замяна ги насочва към цел, удобна за него, а именно завладяването на Константинопол. Венеция поема ангажимента да превози армията от 33 500 кръстоносци и 4500 коня срещу заплащане и някои услуги. Дожът иска 85 000 сребърни марки, но кръстоносците разполагат с едва 51 000. За да допълнят сумата, Венеция изисква да атакуват и превземат в нейна полза важното пристанище Зара в Далмация (дн. град Задар в Хърватия). След успешна обсада на Зара кръстоносците продължават към Константинопол, за да помогнат на отстранения император Алексий IV Ангел да си върне престола. Срещу това Византия ще ги подкрепи в битките със сарацините. Алексий се връща на трона, но не е в състояние да заплати обещаната сума, което настройва западните рицари срещу него. На 13 април 1204 г. Константинопол е превзет и разграбен. Впоследствие Дандоло участва активно в разпределянето на бившите византийски владения и успява да получи за владение на Венеция остров Крит и почти всички острови в Егейско море, както и редица крайбрежни градове по адриатическото и егейското крайбрежие. Венецианската република се утвърждава като велика сила в Източното Средиземноморие.
Последицата от падането на Константинопол и завладяването на земите в Тракия и Мала Азия е образуването на Латинската империя. Тя е създадена въз основа на предварителен договор между латинци и венецианци. Като всяка средновековна държава и Латинската империя трябва да има владетел. Изборът на новия император е извършен от 12 електори – по шестима от страна на венецианци и кръстоносци. В самата армия има разногласия относно избора за и против. Претендентите са двама – Бонифаций Монфератски и Балдуин Фландърски. На съвета е взето решение – който бъде избран за император, то другият да се съгласи да стане негов васал без да оспорва. Съветът се събира в една църква в двореца на Дандоло. Според Робер дьо Клари изборът на Балдуин I за император е единодушен, докато други автори, предимно венецианци, говорят за известно първоначално разногласие. Сред тях е и Никита Хониат, който предава, че Дандоло убеждава съвета да се спре на Балдуин, който е млад, по-лабилен, и съответно – по-лесен за манипулиране. Кандидатурата на Бонифаций Монфератски е отхвърлена от венецианците, които се страхуват да направят император своя сънародник, и да поставят под възможна заплаха своето могъщество.
При избухналия бунт на гръцкото население в овладените от кръстоносците територии в Тракия Енрико Дандоло с отряд от венецианци се присъединява към армията на Балдуин Фландърски при обсадата на Адрианопол. Последвалото поражение на рицарите от българската армия, водена от цар Калоян и пленяването на латинския император в битката при Адрианопол от 14 април 1205 довеждат до бързо отстъпление на оцелелите кръстоносни войски. При безразборното бягство Енрико Дандоло се разболява и умира. Погребан е в църквата „Св. София“ в Константинопол, като надгробната му плоча е запазена до днес.

## Семейство
- Рение Дандоло – най-големия син на дожа Енрико Дандоло. Той е адмирал, командващ флота на Венецианската република и загива в битката с Генуа за превземането на Кандия през 1208 година.
- Анна Дандоло – дъщеря на Рение Дандоло и внучка на Енрико Дандоло. Тя е първа кралица на Рашка и втора съпруга на Стефан Първовенчани. Анна Дандоло има един син – Стефан Урош I.
- Марино Дондало – племенник на Енрико Дандоло. Участва в завоюването на Цикладите заедно с Марко Санудо и става владетел на остров Андрос.
- Марко Санудо – племенник на Енрико Дандоло. Участва заедно с чичо си в Четвъртия кръстоносен поход и става първи владетел на Херцогство Наксос.